# Minoscellus caecus
Minoscellus caecus is een pissebed uit de familie Trichoniscidae. De wetenschappelijke naam van de soort is voor het eerst geldig gepubliceerd in 1957 door Vandel.